# Детское Евровидение — 2024
Конкурс песни «Детское Евровидение — 2024» (англ. Junior Eurovision Song Contest 2024, исп. Festival de la Canción de Eurovisión Junior 2024) — 22-й конкурс песни «Детское Евровидение», который состоялся 16 ноября 2024 года в Испании, в Мадриде, после победы Зои Клозюр на конкурсе 2023 года, проходившем в Ницце, Франция. Организацией конкурса занимались Европейский вещательный союз (ЕВС) и принимающая конкурс вещательная компания Radiotelevisión Española (RTVE). Этот конкурс стал первым в истории «Детского Евровидения», проведённым в Испании. Впервые с 2015 года конкурс состоялся в субботу.
В конкурсе 2024 года приняли участие 17 стран. Кипр и Сан-Марино вернулись после шестилетнего и восьмилетнего перерыва соответственно, в то время как Великобритания отказалась от участия.  
Андриа Путкарадзе из Грузии стал победителем с песней «To My Mom», набрав 239 баллов, в то время как Португалия заняла второе место с 213 баллами, а Украина — третье место со 203 баллами.

## Место проведения

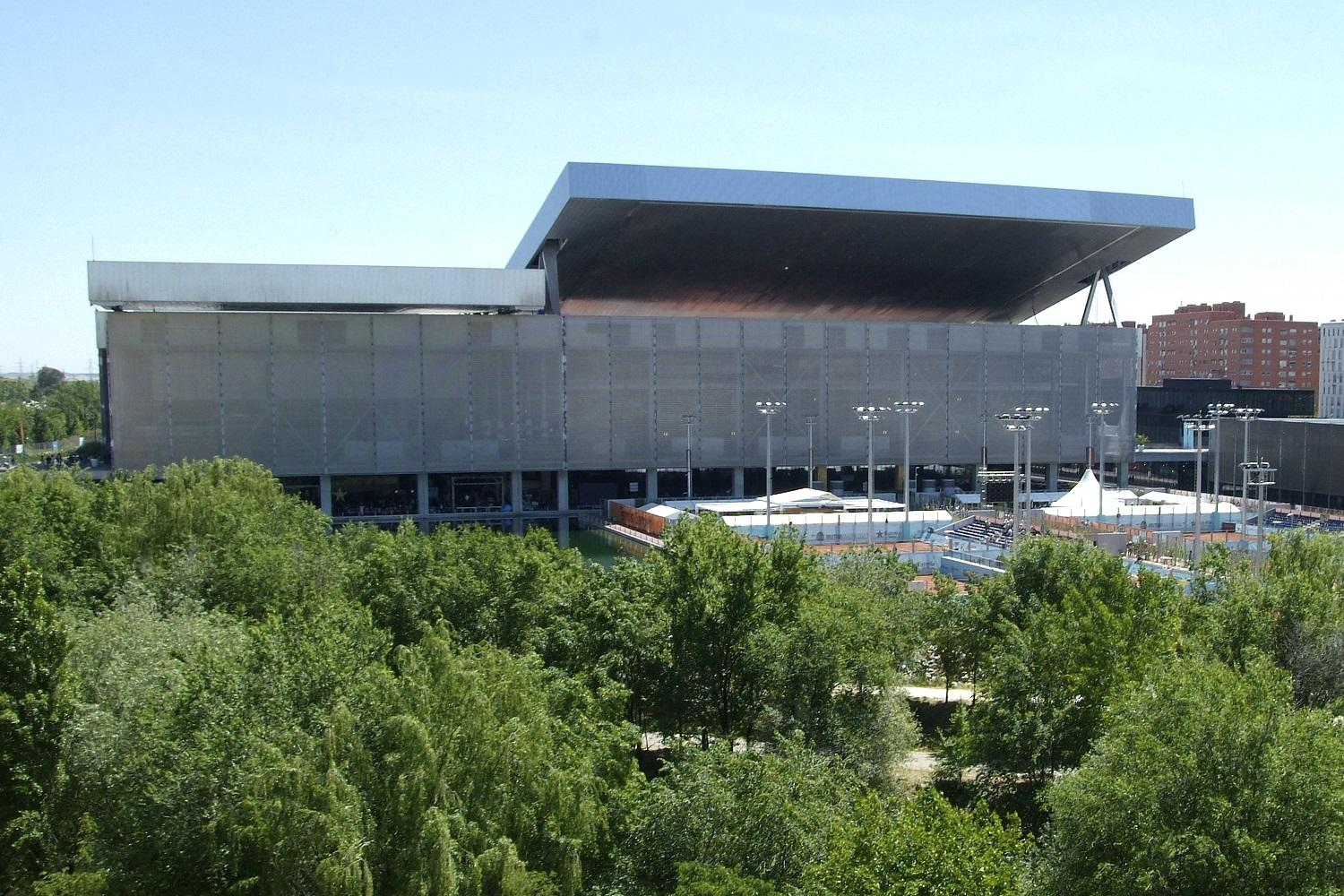
Caja Mágica, место проведения «Детского Евровидения – 2024»

В отличие от конкурса песни «Евровидение», страна-победительница «Детского Евровидения» не имеет автоматических прав на проведение следующего конкурса. В 2014—2017 годах страна-победительница могла провести конкурс или отказаться от его проведения — например, в 2015 году Италия отказалась проводить конкурс, дав возможность Болгарии провести его. 15 октября 2017 года Европейский вещательный союз (ЕВС) объявил о продлении этой системы, заявив, что она поможет предоставить организаторам больше времени для подготовки.
27 ноября 2023 года французский телевещатель France Télévisions объявил, что будут проведены переговоры с ЕВС относительно проведения «Детского Евровидения – 2024», поскольку несколько стран проявили интерес к проведению конкурса, и они не хотели бы «французской монополии на Детском Евровидении», уже дважды проведя мероприятие за последние три года. В конечном итоге вещатель решил не организовывать конкурс 2024 года. Франция будет проводить Летние Олимпийские игры 2024 в том же году в Париже, что могло стать причиной отказа от проведения конкурса из-за финансовой нагрузки.
14 февраля 2024 года было объявлено о том, что страной-хозяйкой станет Испания, которая на конкурсе прошлого года заняла второе место. «Детское Евровидение – 2024» станет первым для страны детским конкурсом, который она будет принимать, а также первое мероприятие «Евровидения», организованное Испанией со времен конкурса песни «Евровидение-1969», проходившего тогда в Мадриде.

### Выбор города-организатора
После объявления страны-хозяйки, правительство Валенсии объявило, что подаст заявку на проведение конкурса. С 2022 года в автономном обществе Валенсия проводится «Benidorm Fest» — испанский национальный отбор на «Евровидение». Жауме Коллбони, мэр Барселоны, также выразил заинтересованность в проведении конкурса, а затем об этом же заявил мэр Малаги Франсиско де ла Торре. Гранада, Мадрид и Сарагоса также объявили о готовности принять конкурс. В феврале 2024 года Ана Мария Бордас, глава испанской делегации на конкурсе, заявила, что телевещатель RTVE получил несколько заявок и решение будет принято в течение нескольких недель. Стало известно, что Барселона, Валенсия, Гранада, Малага и Сарагоса подали официальную заявку на проведение конкурса к середине марта 2024 года. В апреле неофициально сообщалось, что Барселона является фаворитом в отборе на организацию конкурса, а арена «Палау Сант Жорди» рассматривается в качестве потенциального места проведения. Позднее, Барселона и Сарагоса отозвали свои заявки на проведение конкурса по причине невозможности предоставить площадку RTVE на нужные даты.
10 мая 2024 года, во время «Евровидения 2024», RTVE и Европейский вещательный союз провели пресс-конференцию в «Malmömässan» в Мальмё, на которой было объявлено место проведения конкурса — арена «Caja Mágica» в Мадриде, а также дата проведения конкурса — суббота, 16 ноября 2024 года.
24 июня 2024 года совет директоров испанского вещателя RTVE принял решение выделить бюджет в размере 5,5 миллионов евро на организацию конкурса.

## Производство

### Визуальный дизайн и слоган
3 сентября 2024 года, вместе с публикацией списка стран-участниц, RTVE и ЕВС представили логотип и слоган конкурса 2024 года — «Let's Bloom» (рус. «Давайте расцветать»), а также дизайн сцены. Логотип представляет собой изображение цветущего цветка, которое отсылает к «расцвету молодых артистов». Идея заключается в том, что у каждого человека есть своё место и он может расти в разных «формах и цветах».

### Оформление сцены
Концепция цветения будет перенесена на сцену через органические элементы. Вещатель разработал простой и в то же время современный дизайн с центральным элементом, который является новаторским и напоминает вертикальность цифрового мира: большой вертикальный светодиодный экран будет возвышаться на сцене в качестве основного элемента.
28 октября 2024 года началось строительство сцены.

### Ведущие
12 сентября 2024 года RTVE объявил, что Рут Лоренсо, Марк Клотет и Мелани Гарсиа станут ведущими конкурса. Ранее Рут Лоренсо представляла Испанию на «Евровидении-2014» с песней «Dancing in the Rain», заняв десятое место, а также была ведущей «Benidorm Fest 2024» — испанского национального отбора на «Евровидение», в то время как Мелани Гарсиа представляла Испанию на «Детском Евровидении – 2019» с песней «Marte», заняв третье место.

### Церемония открытия
Впервые в истории конкурса «Детское Евровидение» традиционная церемония открытия будет частным мероприятием только для делегаций стран-участниц, RTVE и ЕВС. Она не будет транслироваться в прямом эфире и не будет освещаться в прессе, которая также не будет присутствовать на церемонии. Это решение связано со сложной ситуацией, с которой сталкивается Испания после масштабных наводнений, вызванных DANA в Валенсии, Кастилии-Ла-Манче и Андалусии.

### Интервал-акты
В апреле 2024 года сообщалось, что RTVE начал переговоры с Марией Исабель о том, чтобы она стала гостьей или ведущей конкурса по случаю 20-летия её победы на конкурсе.
Художественным режиссёром конкурса станет Марвин Дитманн. Он будет отвечать за постановки номеров на сцене.

## Участники
3 сентября 2024 года было объявлено, что 17 стран примут участие в «Детском Евровидении – 2024». Кипр и Сан-Марино вернутся на конкурс после шестилетнего и восьмилетнего отсутствия соответственно, в то время как Великобритания решила отказаться от участия.
«Junior Eurovision Song Contest: Madrid 2024» — официальный альбом конкурса, включающий 17 песен стран-участниц. Он был собран Европейским вещательным союзом и выпущен Universal Music Group на стриминговых сервисах 1 ноября 2024 года.

## Распределение мест
Конкурс состоялся 16 ноября 2024 года в 18:00 по центральноевропейскому времени. В нём приняли участие семнадцать стран, порядок их выступлений был опубликован 10 октября. В финале голосовали профессиональное жюри и телезрители всех стран, участвующих в конкурсе этого года, а также телезрители стран, не участвующих в конкурсе.
| №  | Страна                   | Исполнитель      | Песня                  | Перевод                    | Язык                      | Место | Баллы | Баллы   | Баллы |
| №  | Страна                   | Исполнитель      | Песня                  | Перевод                    | Язык                      | Место | жюри  | зрители | всего |
| -- | ------------------------ | ---------------- | ---------------------- | -------------------------- | ------------------------- | ----- | ----- | ------- | ----- |
| 1  | Италия                   | Симоне Гранде    | «Pigiama Party»        | «Пижамная вечеринка»       | Итальянский, английский   | 9     | 52    | 46      | 98    |
| 2  | Эстония                  | ANNABELLE        | «Tänavad»              | «Улицы»                    | Эстонский                 | 14    | 14    | 41      | 55    |
| 3  | Албания                  | Николь Чабели    | «Vallëzoj»             | «Танец»                    | Албанский                 | 7     | 82    | 44      | 126   |
| 4  | Армения                  | Лео              | «Cosmic Friend»        | «Космический друг»         | Армянский, английский     | 8     | 76    | 49      | 125   |
| 5  | Кипр                     | Мария Писсариде  | «Crystal Waters»       | «Кристальные воды»         | Греческий, английский     | 13    | 10    | 50      | 60    |
| 6  | Франция                  | Титуан           | «Comme ci comme ça»    | «Вот так»                  | Французский               | 4     | 103   | 74      | 177   |
| 7  | Северная Македония       | Ана и Алексей    | «Marathon»             | «Марафон»                  | Македонский, английский   | 16    | 20    | 34      | 54    |
| 8  | Польша                   | Доминик Арим     | «All Together»         | «Все вместе»               | Польский, английский      | 12    | 13    | 48      | 61    |
| 9  | Грузия                   | Андриа           | «To My Mom»            | «Моей маме»                | Грузинский                | 1     | 180   | 59      | 239   |
| 10 | Испания (страна-хозяйка) | Хлоя де ла Роза  | «Como la Lola»         | «Как Лола»                 | Испанский                 | 6     | 80    | 64      | 144   |
| 11 | Германия                 | Бьярне           | «Save The Best For Us» | «Сохраните лучшее для нас» | Немецкий, английский      | 11    | 14    | 57      | 71    |
| 12 | Нидерланды               | Stay Tuned       | «Music»                | «Музыка»                   | Нидерландский, английский | 10    | 34    | 57      | 91    |
| 13 | Сан-Марино               | Idols SM         | «Come Noi»             | «Как мы»                   | Итальянский               | 17    | 1     | 46      | 47    |
| 14 | Украина                  | Артём Котенко    | «HEAR ME NOW»          | «Услышь меня сейчас»       | Украинский, английский    | 3     | 122   | 81      | 203   |
| 15 | Португалия               | Виктория Николь  | «Esperança»            | «Надежда»                  | Португальский, испанский  | 2     | 96    | 117     | 213   |
| 16 | Ирландия                 | Эния Кокс Демпси | «Le Chéile»            | «Вместе»                   | Ирландский                | 15    | 15    | 40      | 55    |
| 17 | Мальта                   | Рамирес Шиберрас | «Stilla Ċkejkna»       | «Маленькая звезда»         | Мальтийский               | 5     | 74    | 79      | 153   |

## Другие участники
Чтобы страна имела право на потенциальное участие в конкурсе, она должна быть активным членом Европейского вещательного союза (ЕВС).

### Возвращение
- Кипр — 21 августа 2024 года киприотский телевещатель CyBC заявил, что страна возвращается на конкурс после шестилетнего отсутствия[28]. В тот же день была объявлена представительница — 11-летняя Мария Писсариде из Никосии[29].
- Сан-Марино — Несмотря на то, что 19 мая 2024 года сан-маринский телевещатель SMRTV подтвердил, что страна не вернётся на «Детское Евровидение» в этом году[30], 3 сентября 2024 года было объявлено о возвращении Сан-Марино на «Детское Евровидение – 2024» после восьмилетнего отсутствия[31].

### Несостоявшийся дебют
- Австрия — 18 мая 2024 года австрийский телевещатель ORF подтвердил, что страна не дебютирует на конкурсе в этом году[32].
- Андорра — 26 июня 2024 года андорранский телевещатель RTVA подтвердил, что страна не дебютирует на конкурсе в этом году[33].
- Исландия — 23 декабря 2023 года Рунар Фрейр Гисласон, пресс-атташе исландской делегации, и директор исландского телевещателя RÚV заявили, что телекомпания всё ещё рассматривает возможность дебюта на конкурсе, а также они объяснили, что телекомпания не транслировала конкурсы 2022 и 2023 годов из-за малой аудитории в 2021 году[34]. Однако, 4 июля 2024 года исландский телевещатель RÚV заявил, что страна не дебютирует на конкурсе в 2024 году[35].
- Люксембург — 17 мая 2024 года люксембургский телевещатель RTL подтвердил, что страна не дебютирует на конкурсе в 2024 году[36].
- Финляндия — 25 ноября 2023 года стало известно, что финский телевещатель Yle отправил наблюдателя на «Детское Евровидение – 2023», чтобы оценить потенциальное участие в будущих конкурсах[37], однако 27 декабря 2023 года телекомпания подтвердила, что страна не дебютирует на конкурсе в 2024 году, сославшись на экономические причины[38].
- Шотландия — 24 июня 2024 года шотландский телевещатель BBC Alba подтвердил, что страна не дебютирует на конкурсе в этом году[39].

### Отказ

#### Активные члены EBC
- Азербайджан — 8 августа 2024 года представители азербайджанского телевещателя İTV подтвердили, что страна не вернётся на «Детское Евровидение» в этом году[40]. Чуть позднее, 15 августа 2024 года, азербайджанский телевещатель İTV пояснил, что страна не будет участвовать на «Детском Евровидении» в этом году из-за низкого интереса к конкурсу, высокой стоимости участия в конкурсе, а также из-за низких рейтингов[41]. Тем не менее, телевещатель İTV заявил, что они рассмотрят возможность возвращения на конкурс, если найдётся подходящий и заинтересованный в участии певец[41].
- Бельгия — Несмотря на то, что 12 июня 2023 года бельгийский телевещатель VRT заявил о том, что телекомпания рассмотрит возможность своего возвращения на конкурс в 2024 году[42], бельгийские телевещатели VRT и RTBF подтвердили 18 мая и 30 июля 2024 года соответственно, что страна не вернётся на «Детское Евровидение» в этом году[43][44].
- Болгария — 30 мая 2024 года болгарский телевещатель БНТ в своём аккаунте в X подтвердил, что страна не вернётся на «Детское Евровидение» в этом году, так как «у них нет никаких мыслей об участии в конкурсе»[45][46].
- Великобритания — 21 июня 2024 года британский телевещатель BBC подтвердил, что страна не будет участвовать на «Детском Евровидении – 2024»[47]. Несмотря на то, что британский телевещатель BBC официально не объявлял, по каким причинам они приняли решение отказаться от участия[47], британский журналист Адриан Брэдли предположил, что снятие с конкурса произошло из-за того, что «показатели аудитории не достигли ожидаемых результатов в течение двух последних конкурсов»[48].
- Греция — 19 июля 2024 года греческий телевещатель ERT подтвердил, что страна не вернётся на «Детское Евровидение» в этом году[49].
- Дания — 26 декабря 2023 года датский телевещатель DR подтвердил, что страна не вернётся на «Детское Евровидение» в этом году, однако не исключает своё возвращение в будущем[50].
- Израиль — 16 мая 2024 года израильский телевещатель Kan подтвердил, что страна не вернётся на «Детское Евровидение» в этом году[51].
- Латвия — 2 января 2024 года латвийский телевещатель LTV подтвердил, что страна не вернётся на «Детское Евровидение» в этом году[52].
- Литва — 23 ноября 2023 года литовский телевещатель LRT заявил, что самый ранний конкурс «Детского Евровидения», в котором Литва примет участие, состоится в 2025 году[53]. Тем не менее, LRT подтвердил, что телекомпания будет транслировать «Детское Евровидение 2024»[53].
- Молдова — 3 сентября 2024 года был опубликован окончательный список стран-участниц «Детского Евровидения – 2024», в котором Молдовы не оказалось[18]. Ранее молдавский телевещатель TRM не делал никаких заявлений касаемо участия страны на «Детском Евровидении» в этом году.
- Норвегия — Хотя норвежская телекомпания NRK заявила в январе 2024 года, что не будет участвовать в конкурсе этого года[54], польский телевещатель TVP 14 мая 2024 года упомянул в статье о конкурсе, что телекомпания из Норвегии выразила намерение участвовать в конкурсе, но ещё не приняла окончательного решения[55]. В конце концов, 17 мая 2024 года норвежский телевещатель NRK окончательно подтвердил, что страна не вернётся на «Детское Евровидение» в этом году[56].
- Румыния — 17 мая 2024 года румынский телевещатель TVR подтвердил, что страна не вернётся на «Детское Евровидение» в этом году[57].
- Сербия — 9 декабря 2023 года Оливера Ковачевич, главный редактор развлекательных программ РТС, подтвердила, что Сербия отказалась от участия на «Детском Евровидении» из-за финансовых проблем и отсутствия интереса со стороны композиторов, поэтому маловероятно, что страна вернётся на конкурс в ближайшее время[58]. Позднее, 27 мая 2024 года, Оливера Ковачевич, главный редактор развлекательных программ РТС, официально подтвердила, что Сербия не вернётся на «Детское Евровидение» в этом году по экономическим причинам и из-за желания телевещателя сконцентрироваться на «Евровидении»[59].
- Словения — 21 февраля 2024 года словенский телевещатель RTVSLO подтвердил, что страна не вернётся на «Детское Евровидение» в этом году[60].
- Уэльс — В связи с тем, что британский телевещатель BBC решил не участвовать на «Детском Евровидении – 2024»[47], Уэльс и валлийский телевещатель S4C вновь получили возможность принять участие в конкурсе. Однако, 21 июня 2024 года валлийский телевещатель S4C подтвердил, что не примет участие в конкурсе в этом году[61].
- Хорватия — 18 мая 2024 года хорватский телевещатель HRT подтвердил, что страна не вернётся на «Детское Евровидение» в этом году, так как в настоящее время они не планируют участвовать в конкурсе[62].
- Черногория — 7 января 2024 года черногорский телевещатель RTCG объявил, что планирует транслировать «Евровидение» и «Детское Евровидение» в этом году[63], однако RTCG не сделал каких-либо заявлений по поводу участия в «Детском Евровидении – 2024». В окончательном списке стран-участниц Черногории не оказалось[18]. Помимо этого, черногорский телевещатель RTCG, в конечном итоге, решил не транслировать «Детское Евровидение – 2024»[64].
- Швейцария — 23 февраля 2024 года швейцарский немецкоязычный телевещатель SRF подтвердил, что страна не вернётся на «Детское Евровидение» в этом году[65].
- Швеция — 5 января 2024 года шведский телевещатель SVT подтвердил, что страна не вернётся на «Детское Евровидение» в этом году[66].

#### Ассоциированные члены ЕВС
- Австралия — 26 марта 2024 года австралийский телевещатель SBS подтвердил, что телекомпания не будет участвовать и транслировать «Детское Евровидение» в этом году[67]. Позднее, 2 апреля 2024 года, другой австралийский телевещатель, ABC, подтвердил, что также не будет участвовать в конкурсе 2024 года[68].
- Казахстан — Несмотря на то, что 26 ноября 2023 года казахстанский телевещатель Хабар заявил, что планирует принять участие на «Детском Евровидении – 2024»[69], позднее, 22 августа 2024 года, казахстанский телевещатель Хабар подтвердил, что страна не вернётся на «Детское Евровидение» в этом году из-за высоких затрат на участие, низких рейтингов и нового времени трансляции конкурса, которое телевещатель считает «сложным для аудитории»[70]. Тем не менее, Хабар также заявил, что телевещатель «не теряет надежды вернуться на конкурс в ближайшем будущем»[70].

#### Бывшие члены ЕВС
- Беларусь — 1 июля 2021 года Европейский вещательный союз приостановил членство белорусского телевещателя БТРК[71]. Позднее, Иван Эйсмонт, генеральный директор белорусского телевещателя БТРК, сообщил, что заморозка членства в ЕВС должна была истечь 1 июля 2024 года, что сделало бы возможным участие Беларуси на «Детском Евровидении – 2024»[72], однако 23 апреля 2024 года Европейский вещательный союз сообщил, что приостановка членства белорусского телевещателя БТРК является бессрочной и у них «нет оснований менять свою позицию», поэтому страна в дальнейшем не сможет участвовать в конкурсах «Евровидения»[73].

## Таблица результатов
| Баллы жюри/онлайн голосование | Баллы жюри/онлайн голосование | Баллы жюри/онлайн голосование | Баллы жюри/онлайн голосование | Баллы жюри/онлайн голосование |
| Место                         | Жюри                          | Баллы                         | Онлайн голосование            | Баллы                         |
| ----------------------------- | ----------------------------- | ----------------------------- | ----------------------------- | ----------------------------- |
| 1                             | Грузия                        | 180                           | Португалия                    | 117                           |
| 2                             | Украина                       | 122                           | Украина                       | 81                            |
| 3                             | Франция                       | 103                           | Мальта                        | 79                            |
| 4                             | Португалия                    | 96                            | Франция                       | 74                            |
| 5                             | Албания                       | 82                            | Испания                       | 64                            |
| 6                             | Испания                       | 80                            | Грузия                        | 59                            |
| 7                             | Армения                       | 76                            | - Германия - Нидерланды       | 57                            |
| 8                             | Мальта                        | 74                            | - Германия - Нидерланды       | 57                            |
| 9                             | Италия                        | 52                            | Кипр                          | 50                            |
| 10                            | Нидерланды                    | 34                            | Армения                       | 49                            |
| 11                            | Северная Македония            | 20                            | Польша                        | 48                            |
| 12                            | Ирландия                      | 15                            | - Италия - Сан-Марино         | 46                            |
| 13                            | Германия                      | 14                            | - Италия - Сан-Марино         | 46                            |
| 14                            | Эстония                       | 14                            | Албания                       | 44                            |
| 15                            | Польша                        | 13                            | Эстония                       | 41                            |
| 16                            | Кипр                          | 10                            | Ирландия                      | 40                            |
| 17                            | Сан-Марино                    | 1                             | Северная Македония            | 34                            |

| Порядок голосования: 100% жюри 100% онлайн-голосование | Порядок голосования: 100% жюри 100% онлайн-голосование | Итого | Онлайн-голосование | Италия | Эстония | Албания | Армения | Кипр | Франция | Северная Македония | Польша | Грузия | Испания | Германия | Нидерланды | Сан-Марино | Украина | Португалия | Ирландия | Мальта |
| Порядок голосования: 100% жюри 100% онлайн-голосование | Порядок голосования: 100% жюри 100% онлайн-голосование |       |                    |        |         |         |         |      |         |                    |        |        |         |          |            |            |         |            |          |        |
| Участники                                              | Италия                                                 | 98    | 46                 |        | 3       | 6       | 8       | 4    | 1       |                    | 6      |        | 2       |          | 4          | 6          | 3       | 2          |          | 7      |
| Участники                                              | Эстония                                                | 55    | 41                 | 2      |         |         |         |      | 6       |                    |        | 1      | 1       | 4        |            |            |         |            |          |        |
| Участники                                              | Албания                                                | 126   | 44                 | 6      | 8       |         | 5       | 7    |         | 1                  | 5      |        | 6       | 7        | 2          | 3          | 8       | 10         | 8        | 6      |
| Участники                                              | Армения                                                | 125   | 49                 |        | 10      | 2       |         | 1    | 12      | 5                  | 2      | 12     | 4       |          | 7          | 2          | 5       | 6          |          | 8      |
| Участники                                              | Кипр                                                   | 60    | 50                 |        |         |         | 4       |      |         | 2                  |        |        |         | 1        |            |            | 1       |            | 2        |        |
| Участники                                              | Франция                                                | 177   | 74                 | 7      | 4       | 5       | 10      | 2    |         | 3                  | 7      | 10     | 5       | 8        | 10         | 7          | 6       | 4          | 10       | 5      |
| Участники                                              | Северная Македония                                     | 54    | 34                 | 5      |         | 3       | 3       |      |         |                    | 4      |        |         |          | 1          | 1          |         |            |          | 3      |
| Участники                                              | Польша                                                 | 61    | 48                 |        |         |         |         |      |         |                    |        |        |         |          |            |            | 2       | 8          | 3        |        |
| Участники                                              | Грузия                                                 | 239   | 59                 | 12     | 12      | 12      | 12      | 12   | 8       | 10                 | 8      |        | 12      | 10       | 12         | 12         | 12      | 12         | 12       | 12     |
| Участники                                              | Испания                                                | 144   | 64                 | 4      | 5       | 7       | 1       | 10   | 3       | 6                  |        | 8      |         | 3        | 5          | 8          | 10      | 3          | 5        | 2      |
| Участники                                              | Германия                                               | 71    | 57                 |        | 1       |         | 2       |      | 7       |                    | 1      | 2      |         |          |            |            |         |            | 1        |        |
| Участники                                              | Нидерланды                                             | 91    | 57                 | 3      |         | 1       | 7       | 3    |         | 4                  | 3      | 3      |         |          |            | 5          |         |            | 4        | 1      |
| Участники                                              | Сан-Марино                                             | 47    | 46                 | 1      |         |         |         |      |         |                    |        |        |         |          |            |            |         |            |          |        |
| Участники                                              | Украина                                                | 203   | 81                 | 10     | 7       | 10      |         | 8    | 10      | 12                 | 12     | 5      | 10      | 2        | 8          | 4          |         | 7          | 7        | 10     |
| Участники                                              | Португалия                                             | 213   | 117                | 8      | 6       | 8       |         | 5    | 5       | 7                  | 10     | 7      | 8       | 12       | 6          |            | 4       |            | 6        | 4      |
| Участники                                              | Ирландия                                               | 55    | 40                 |        |         |         |         |      | 2       |                    |        | 4      | 3       | 5        |            |            |         | 1          |          |        |
| Участники                                              | Мальта                                                 | 153   | 79                 |        | 2       | 4       | 6       | 6    | 4       | 8                  |        | 6      | 7       | 6        | 3          | 10         | 7       | 5          |          |        |

### Количество высших оценок от жюри
| Кол-во | Страна     | Страна, давшая 12 баллов                                                                                        |
| ------ | ---------- | --- |
| 12     | Грузия     | Албания, Армения, Ирландия, Испания, Италия, Кипр, Мальта, Нидерланды, Португалия, Сан-Марино, Украина, Эстония |
| 2      | Армения    | Грузия, Франция                                                                                                 |
| 2      | Украина    | Польша, Северная Македония                                                                                      |
| 1      | Португалия | Германия |

### Онлайн-голосование
| Страна             | Голоса  | Баллы |
| ------------------ | ------- | ----- |
| Португалия         | ≈11.87% | 117   |
| Украина            | ≈8.22%  | 81    |
| Мальта             | ≈8.01%  | 79    |
| Франция            | ≈7.51%  | 74    |
| Испания            | ≈6.50%  | 64    |
| Грузия             | ≈5.95%  | 59    |
| Германия           | ≈5.78%  | 57    |
| Нидерланды         | ≈5.78%  | 57    |
| Кипр               | ≈5.07%  | 50    |
| Армения            | ≈4.97%  | 49    |
| Польша             | ≈4.87%  | 48    |
| Италия             | ≈4.67%  | 46    |
| Сан-Марино         | ≈4.67%  | 46    |
| Албания            | ≈4.46%  | 44    |
| Эстония            | ≈4.16%  | 41    |
| Ирландия           | ≈4.06%  | 40    |
| Северная Македония | ≈3.45%  | 34    |

## Голосование и трансляция

### Глашатаи
Глашатаи объявляли 12 баллов от национального жюри своей страны в следующем порядке:
1. Италия — неизвестно;
2. Эстония — Арханна (представительница Эстонии в 2023 году)[75];
3. Албания — неизвестно;
4. Армения — Нане Андреасян (представительница Армении в 2023 году в составе Yan Girls);
5. Кипр — Патроклос Патроклу[76];
6. Франция — Лиссандро (победитель конкурса 2022 года)[77];
7. Северная Македония — Александра Митевска;
8. Польша — Майя Кшижевска (представительница Польши в 2023 году)[75];
9. Грузия — Анастасия Васадзе (представительница Грузии в 2023 году совместно с дуэтом Ranina)[78];
10. Испания — Карлос Ихес (представитель Испании в 2022 году)[75];
11. Германия — неизвестно;
12. Нидерланды — Вероника Морска[79];
13. Сан-Марино — неизвестно;
14. Украина — Анастасия Димид (представительница Украины в 2023 году)[75];
15. Португалия — Джулия Машадо (представительница Португалии в 2023 году)[80];
16. Ирландия — неизвестно;
17. Мальта — Юлан (представительница Мальты в 2023 году)[81].

### Трансляция и комментаторы
Вещатели участвующих стран обязаны транслировать конкурс, а также они могут выбрать комментаторов, которые на месте или удалённо будут предоставлять комментарии и информацию для голосования своей местной аудитории. Кроме того, не участвующие вещатели также иногда транслируют конкурс. Помимо этого, Европейский вещательный союз будет проводить прямую трансляцию конкурса без комментариев на своём официальном канале в YouTube.
| Страна             | Вещатель(-и)       | Канал(-ы)                           | Комментатор(-ы)                              | Ист.                    |
| ------------------ | ------------------ | ----------------------------------- | -------------------------------------------- | ----------------------- |
| Албания            | RTSH               | RTSH 1, RTSH Muzikë                 | Андри Джаху                                  | [ 83 ] [ 84 ]           |
| Армения            | AMPTV              | 1TV                                 | Грачуи Утмазян и Севак Хакобян               | [ 85 ]                  |
| Германия           | ARD/ZDF            | KiKA                                | Константин Цёллер                            | [ 86 ] [ 87 ]           |
| Германия           | WDR                | WDR Maus                            | Анника Витцель и Макс Плейт                  | [ 88 ] [ 89 ]           |
| Грузия             | GPB                | First Channel Sport                 | Николоз Лобиладзе                            | [ 90 ] [ 91 ]           |
| Ирландия           | TG4                | TG4                                 | Луиза Кантильон                              | [ 92 ]                  |
| Испания            | RTVE               | La 1, TVE Internacional             | На испанском: Хулия Варела и Тони Агилар     | [ 93 ] [ 94 ] [ 95 ]    |
| Испания            | RTVE               | Radio Nacional                      | На испанском: Дэвид Асенсио и Сара Кальво    | [ 93 ] [ 94 ] [ 95 ]    |
| Испания            | RTVE               | La 1, Ràdio 4                       | На каталанском: Соня Урбано и Хави Мартинес  | [ 93 ] [ 94 ] [ 95 ]    |
| Италия             | RAI                | Rai 2, RaiPlay                      | Марио Акампа, Симоне Барлаам и Казе          | [ 96 ] [ 97 ]           |
| Кипр               | CyBC               | RIK 2, RIK Sat                      | Кириакос Пастидес                            | [ 98 ] [ 99 ]           |
| Мальта             | PBS                | TVM                                 | Без комментатора                             | [ 83 ] [ 100 ]          |
| Нидерланды         | NPO/AVROTROS       | NPO 3, NPO Zapp                     | Барт Аренс и Мэтью Хинзен                    | [ 101 ] [ 102 ]         |
| Нидерланды         | NPO/AVROTROS       | NPO 2 Extra                         | Барт Аренс и Мэтью Хинзен                    | [ 103 ] [ 104 ]         |
| Польша             | TVP                | TVP2, TVP Polonia                   | Артур Ожех                                   | [ 105 ] [ 106 ]         |
| Португалия         | RTP                | RTP1, RTP África, RTP Internacional | Карина Хорхе и Нуно Галопим                  | [ 107 ] [ 108 ]         |
| Сан-Марино         | SMRTV              | San Marino RTV                      | Мирко Зани и Роберто Багаццоли               | [ 109 ]                 |
| Северная Македония | МРТ                | МРТ 1, Радио Скопье                 | Эли Танасковска                              | [ 110 ]                 |
| Украина            | Суспiльне          | Суспiльне Культура                  | Тимур Мирошниченко                           | [ 111 ] [ 112 ] [ 113 ] |
| Франция            | France Télévisions | France 2                            | Стефан Берн и Валентина                      | [ 114 ]                 |
| Эстония            | ERR                | ETV2                                | На эстонском: Марко Рейкоп                   | [ 115 ]                 |
| Эстония            | ERR                | ETV+                                | На русском: Александр Хоботов и Юлия Календа | [ 116 ]                 |

| Страна     | Вещатель(-и)   | Канал(-ы) | Комментатор(-ы)              | Ист.            |
| ---------- | -------------- | --------- | ---------------------------- | --------------- |
| Литва      | LRT            | LRT Plius | Рамунас Зилнис               | [ 117 ] [ 118 ] |
| Люксембург | RTL Lëtzebuerg | RTL Zwee  | Эрик Леманн и Рауль Роос     | [ 119 ]         |
| Хорватия   | HRT            | HRT 2     | Душко Чурлич и Ника Туркович | [ 120 ]         |

## Аудитория конкурса
Согласно данным Европейского вещательного союза, аудитория конкурса составила 23 миллиона зрителей, в то время как средняя доля составила 8,4%. Наибольшее количество зрителей, следивших за прямой трансляцией конкурса в YouTube, было из Испании, Польши, Армении, Нидерландов, Германии, Великобритании и Греции (последние две страны не принимали участие в конкурсе этого года). 
В таблице, представленной ниже, указана подробная информация об аудитории конкурса по странам:
| Страна     | Телеканал          | Аудитория | Доля       | Ист.            |
| ---------- | ------------------ | --------- | ---------- | --------------- |
| Армения    | 1TV                | 201,360   | 39,91%     | [ 122 ] [ 123 ] |
| Германия   | KiKA               | 85,000    | 17,9%      | [ 124 ] [ 125 ] |
| Испания    | La 1               | 1,038,000 | 12,14%     | [ 126 ] [ 127 ] |
| Италия     | Rai 2              | 283,000   | 1,9%       | [ 128 ] [ 129 ] |
| Литва      | LRT Plius          | 18,065    | 1,85%      | [ 122 ] [ 130 ] |
| Нидерланды | NPO 3              | 329,000   | 2%         | [ 131 ] [ 132 ] |
| Польша     | TVP2               | 1,300,000 | 11,7%      | [ 133 ] [ 134 ] |
| Португалия | RTP1               | 511,000   | 14,3%      | [ 135 ] [ 136 ] |
| Украина    | Суспiльне Культура | 235,000   | неизвестно | [ 137 ] [ 138 ] |
| Франция    | France 2           | 1,332,000 | 9,8%       | [ 139 ] [ 140 ] |
| Эстония    | ETV2               | 31,000    | 7,5%       | [ 122 ] [ 141 ] |
| Эстония    | ETV+               | 10,000    | 2,4%       | [ 122 ] [ 141 ] |

## Национальные отборы
| Страна     | Отбор                                       | Дата проведения  | Победитель        | Ист.    |
| ---------- | ------------------------------------------- | ---------------- | ----------------- | ------- |
| Албания    | «Junior Fest 2024»                          | 27 сентября 2024 | Никол Чабели      | [ 142 ] |
| Германия   | «Junior-ESC-Act 2024»                       | 1 июля 2024      | Бьярне Патера     | [ 143 ] |
| Грузия     | «Ranina 2024»                               | 26 мая 2024      | Андриа Путкарадзе | [ 144 ] |
| Ирландия   | «Junior Eurovision Éire 2024»               | 13 октября 2024  | Эния Кокс Демпси  | [ 145 ] |
| Мальта     | «Malta Junior Eurovision Song Contest 2024» | 21 сентября 2024 | Рамирес Шиберрас  | [ 146 ] |
| Нидерланды | «Junior Songfestival 2024»                  | 21 сентября 2024 | Stay Tuned        | [ 147 ] |
| Польша     | «Szansa na Sukces: Eurowizja Junior 2024»   | 29 сентября 2024 | Доминик Арим      | [ 148 ] |
| Украина    | «Нацвідбір на Дитяче Євробачення 2024»      | 22 сентября 2024 | Артём Котенко     | [ 149 ] |
| Эстония    | «Tähtede Lava»                              | 5 мая 2024       | Аннабель Атс      | [ 150 ] |

### Комментарии
1. ↑  Трансляция конкурса начнётся с задержкой в 18:30 по центральноевропейскому времени.
2. ↑  Страна не участвовала в конкурсе.
3. 1 2  Только участник